# Кришчансбург (Вирџинија)
Кришчансбург (енгл. Christiansburg) град је у америчкој савезној држави Вирџинија. По попису становништва из 2010. у њему је живело 21.041 становника.

## Демографија
Према попису становништва из 2010. у граду је живело 21.041 становника, што је 4.094 (24,2%) становника више него 2000. године.
| Група             | 2000.          | 2010.          |
| Белци             | 15.696 (92,6%) | 18.579 (88,3%) |
| Афроамериканци    | 819 (4,8%)     | 1.295 (6,2%)   |
| Азијати           | 70 (0,4%)      | 302 (1,4%)     |
| Хиспаноамериканци | 168 (1,0%)     | 461 (2,2%)     |
| Укупно            | 16.947         | 21.041         |